# Ulica Długa w Bydgoszczy

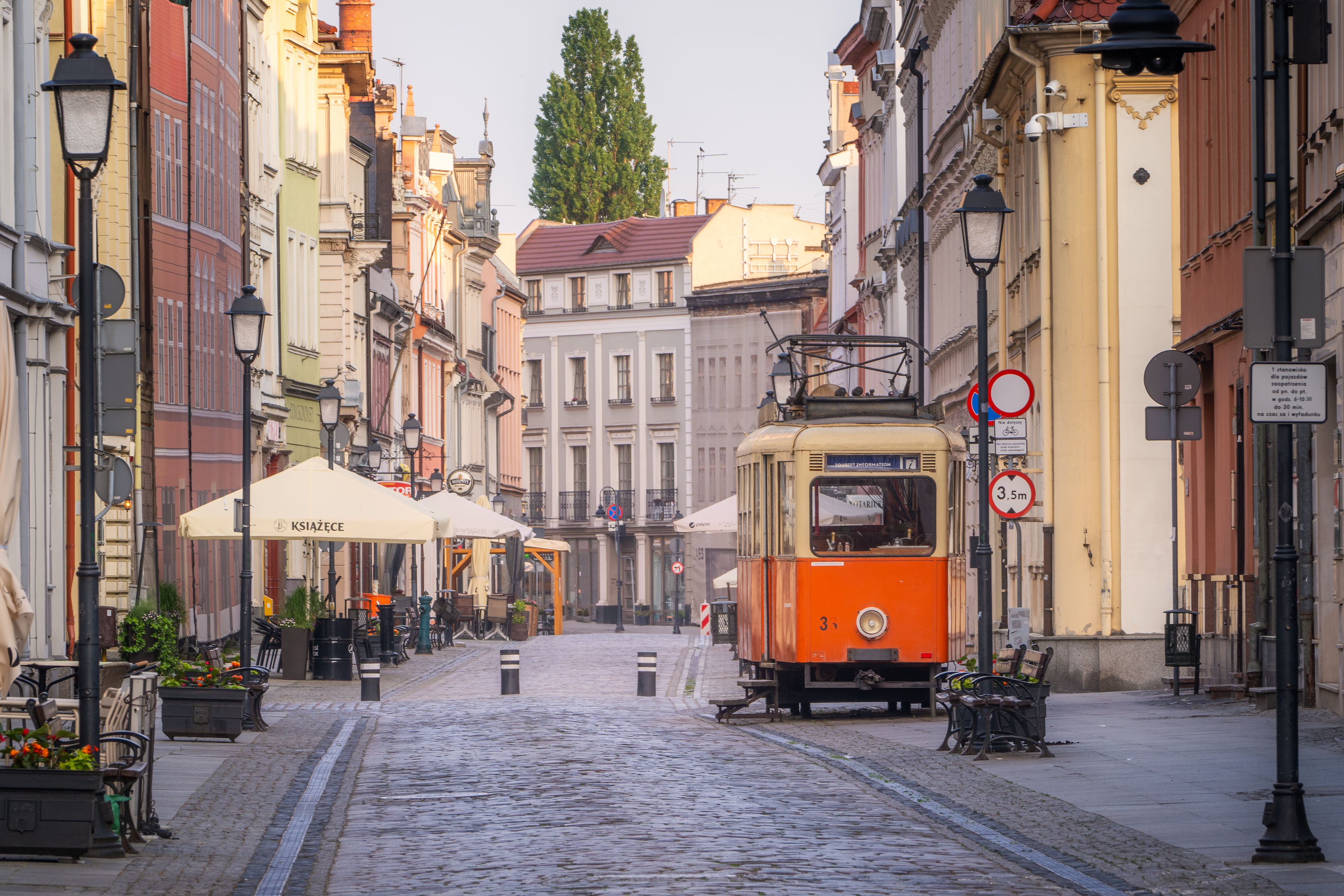
Widok na zabytkowy tramwaj

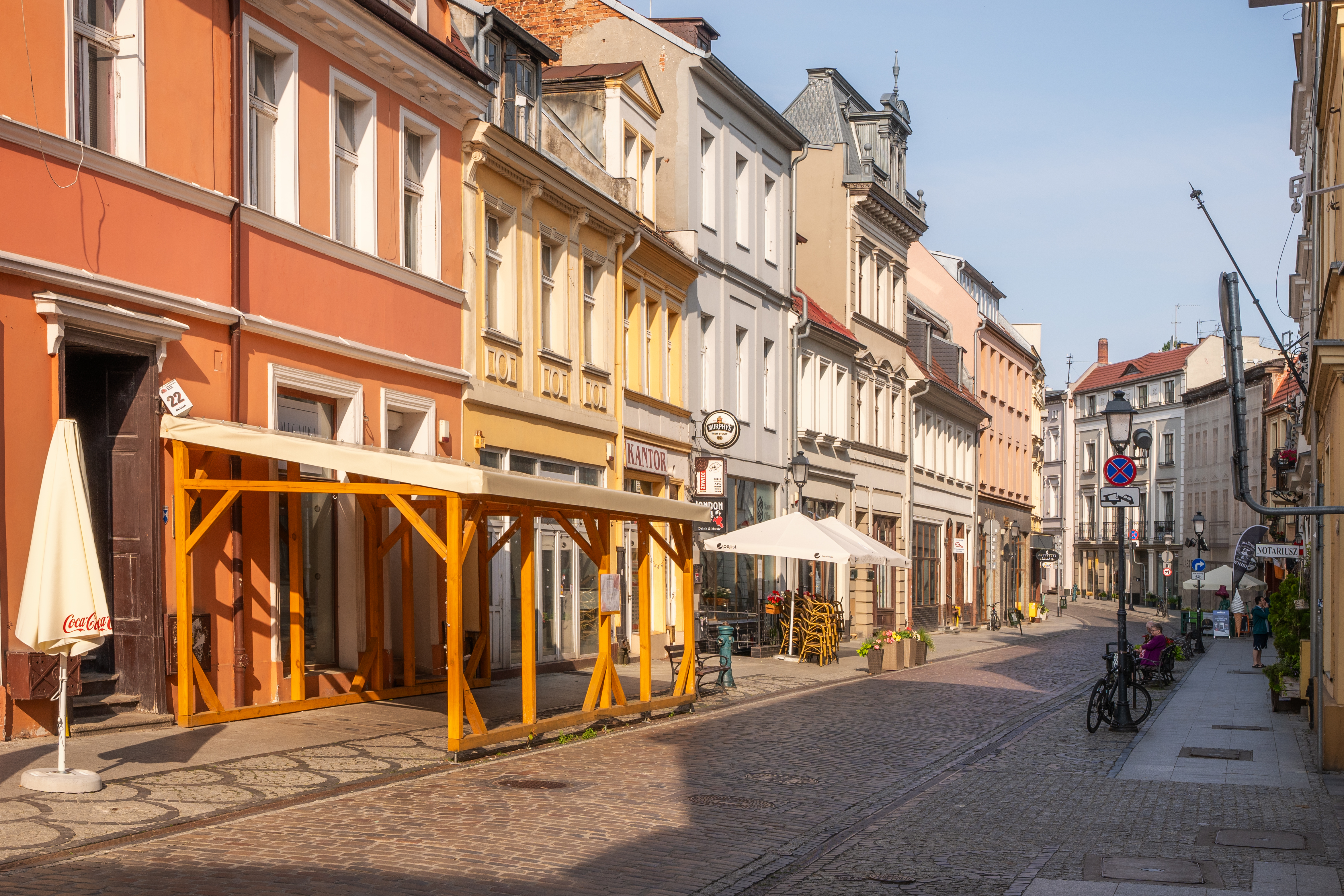
Widok w stronę Wełnianego Rynku

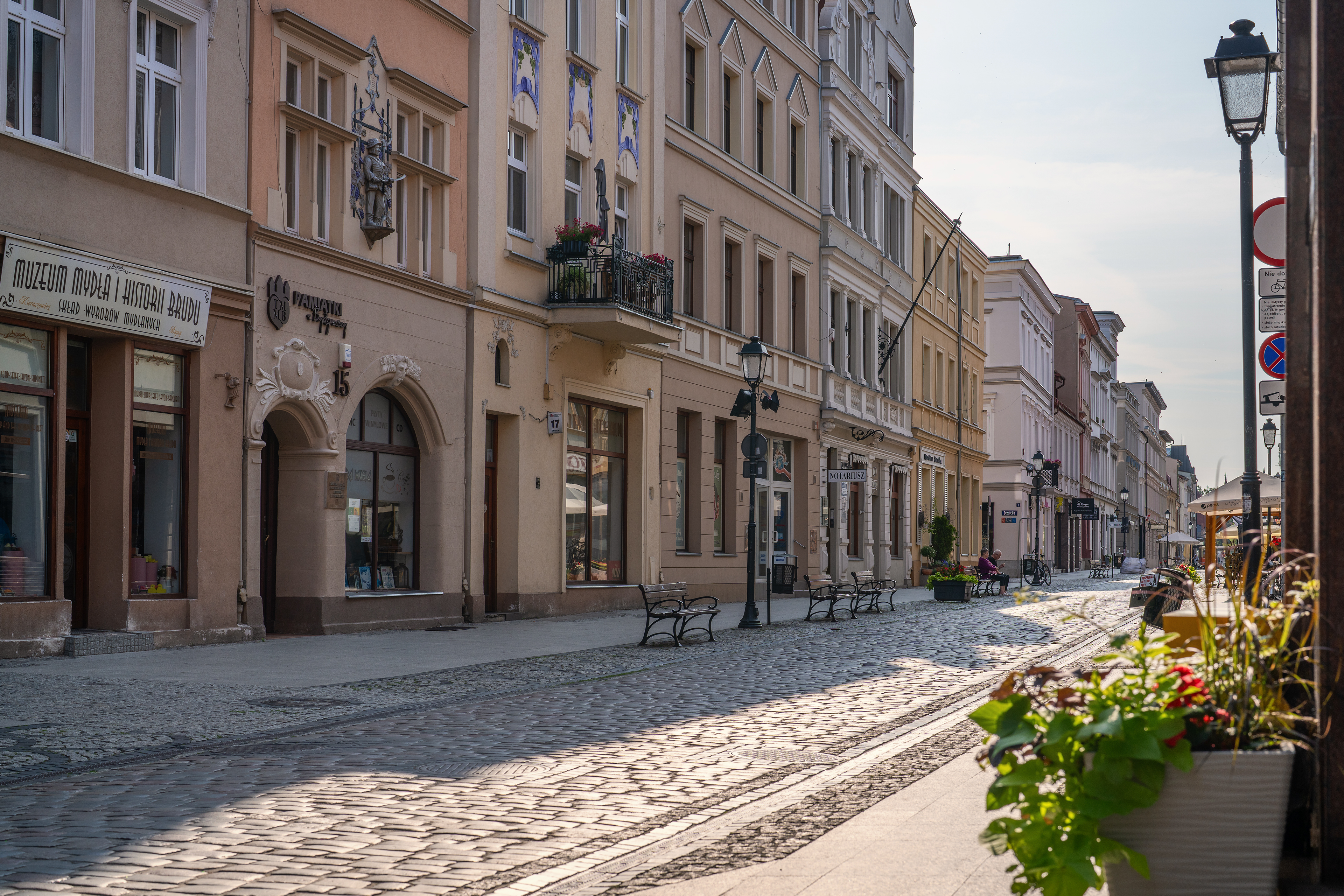
U wylotu ul. Przyrzecze

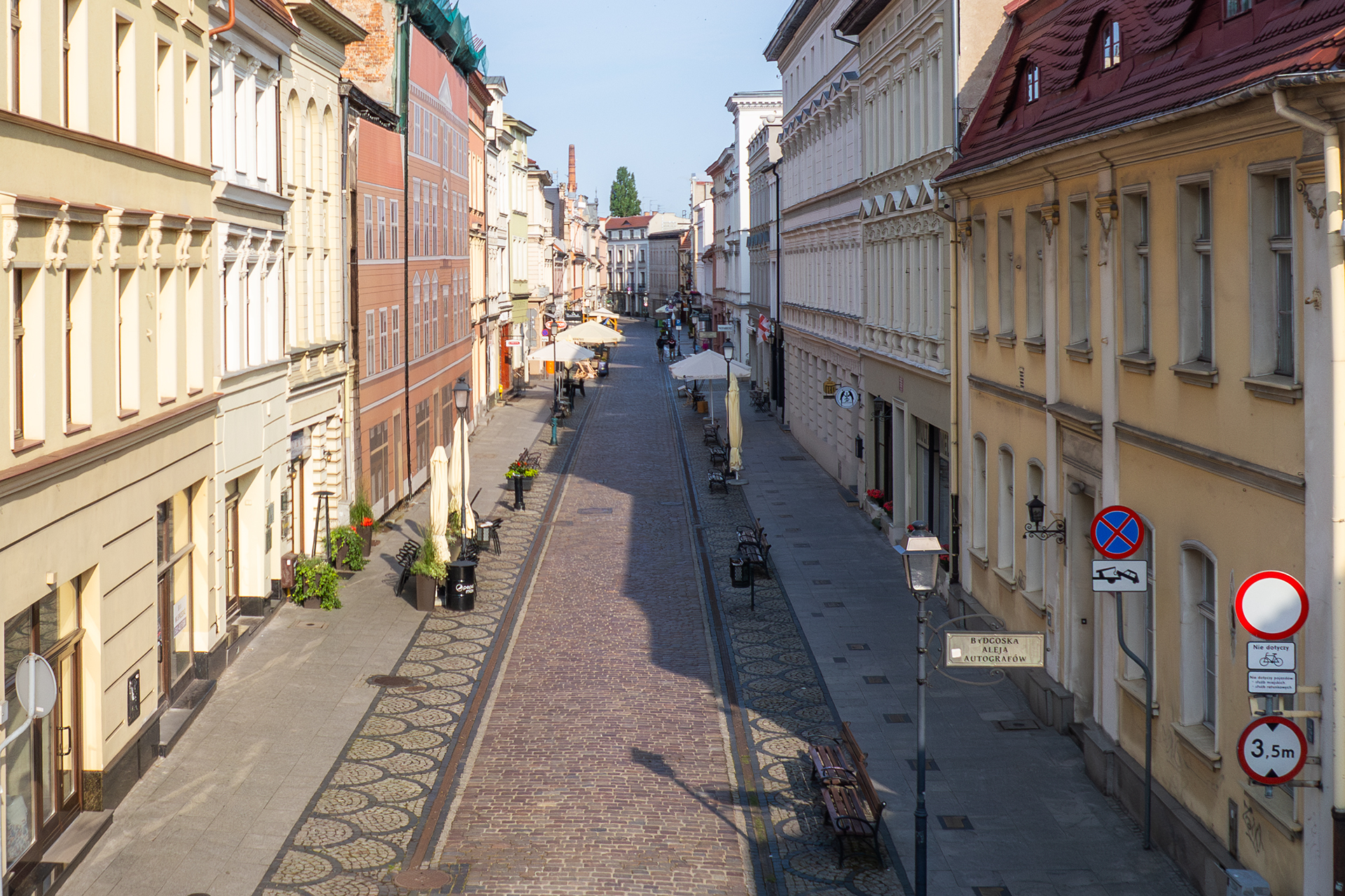
Znad skrzyżowania z ul. Jana Kazimierza

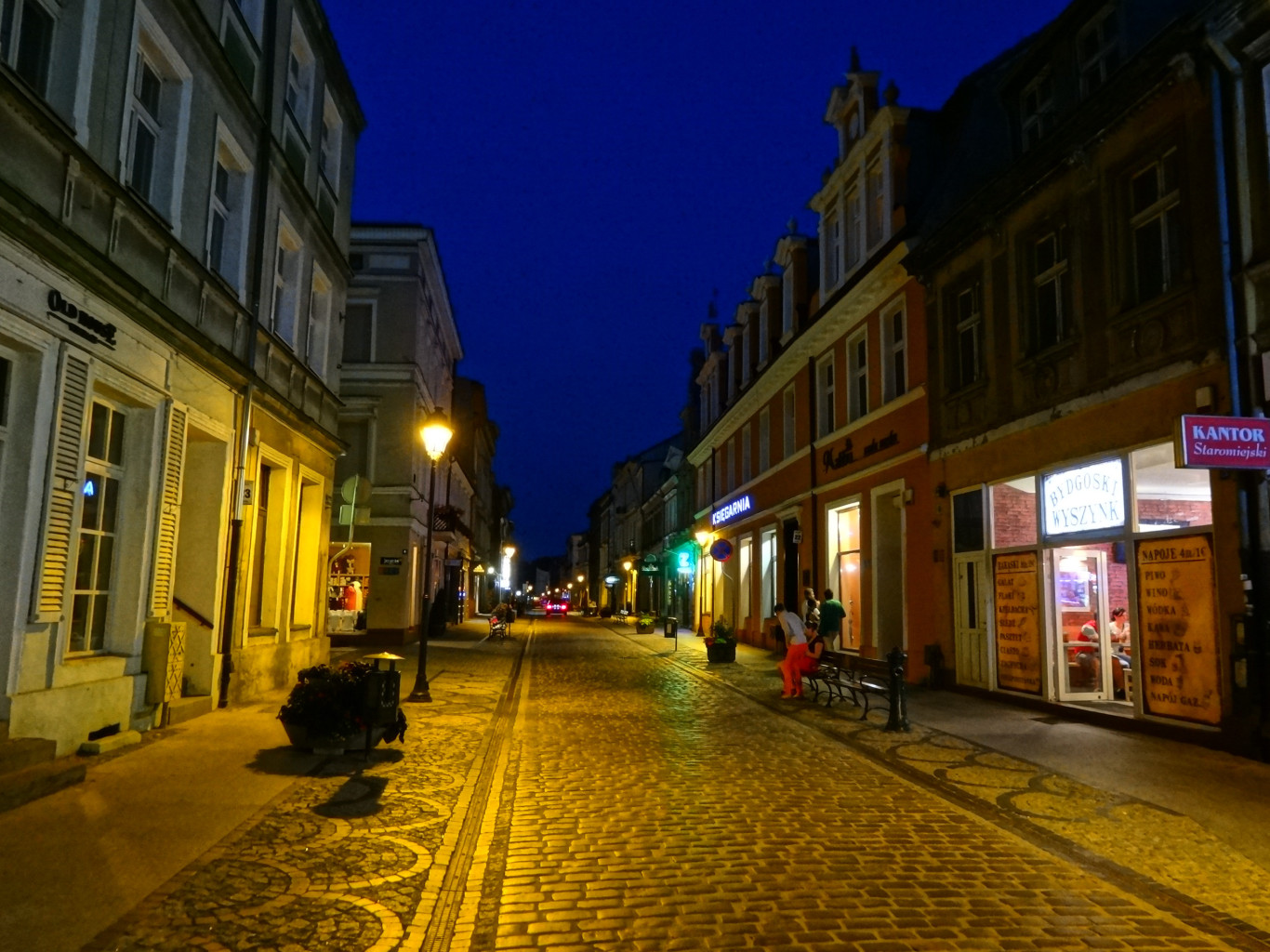
O zmierzchu

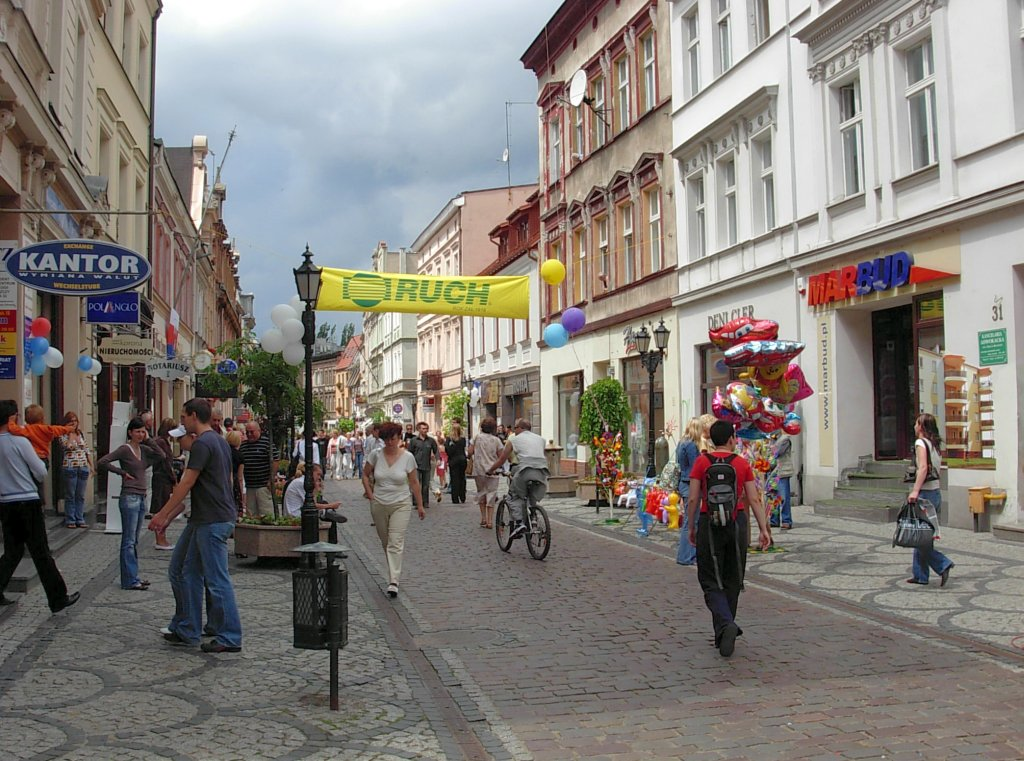
Ulica Długa podczas jarmarku

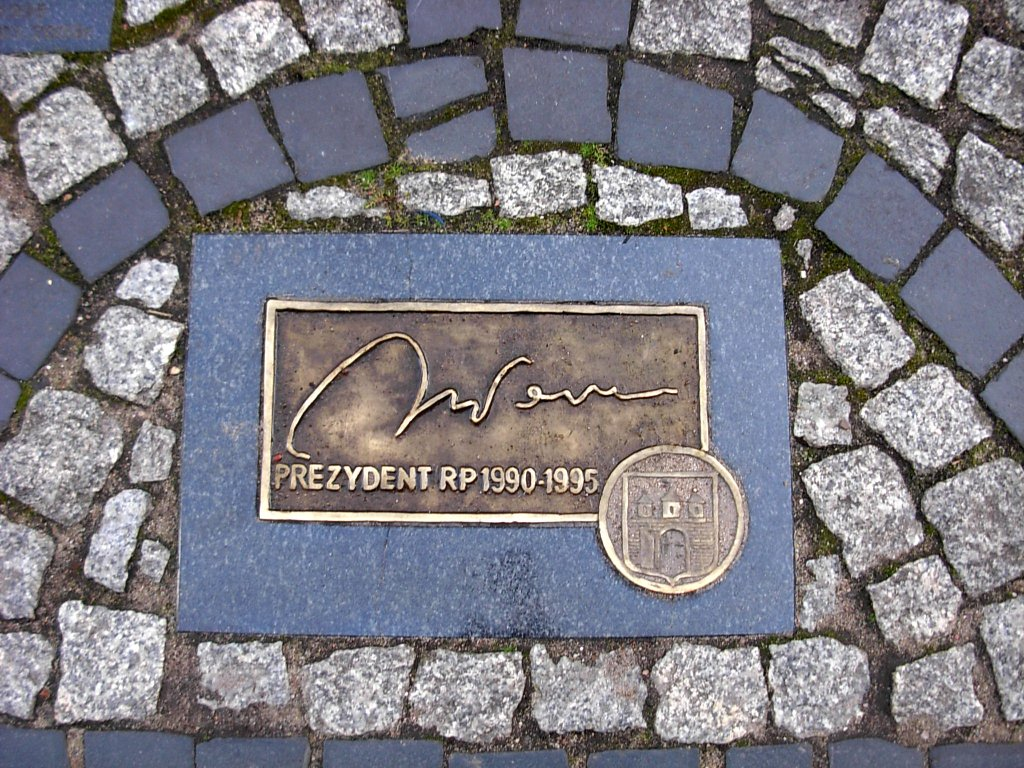
Podpis Lecha Wałęsy w Alei Autografów przy ul. Długiej

Ulica Długa – najdłuższa (650,3 m) i najważniejsza pod względem historycznym i funkcjonalnym ulica miasta lokacyjnego Bydgoszczy, biegnąca na osi wschód-zachód w południowej części Starego Miasta od skrzyżowania z Wałami Jagiellońskimi w rejonie Zbożowego Rynku do skrzyżowania z ul. Poznańską na Wełnianym Rynku. Obok ul. Gdańskiej i Dworcowej należy do najważniejszych śródmiejskich ulic handlowych Bydgoszczy. 

## Historia

### Okres staropolski
Ulica Długa została wytyczona w połowie XIV wieku podczas kształtowania bydgoskiego miasta lokacyjnego. Do początku XIX wieku była najdłuższą ulicą miasta, jego główną osią komunikacyjną, łączącą dwie bramy wtopione w ciąg murów miejskich Bydgoszczy: Kujawską na wschodzie i Poznańską na zachodzie.
Granice wytyczonych wzdłuż ulicy Długiej działek budowlanych określały biegnące równolegle do niej ulice tylne: od południa ul. Pod Blankami, a od północy ul. Zaułek. Uliczkami tymi dowożono zaopatrzenie oraz lokalizowano stajnie dla koni. Pierwsze budynki mieszkalne w ulicy Długiej wykonywano z drewna oraz w konstrukcji szachulcowej. Zabudowa murowana analogicznie do innych miast porównywalnych z Bydgoszczą, pojawiła się nie wcześniej, niż w XV wieku.
Pierwsze wzmianki w źródłach pisanych o ulicy Długiej pochodzą z połowy XVI wieku. W latach 1559–1561 występuje jako „longa platea” i „longa platea civili”. Z tego okresu pochodzą liczne wzmianki o stojących przy ulicy murowanych kamienicach, domach, domostwach, pustych placach i browarach. Zachowane wpisy z XVI–XVII w. dotyczące sporów sąsiadów, rozliczeń finansowych oraz wzmianek o dostawach cegieł na budowę i obdukcji budowy domów, świadczą o ożywionej w tym czasie działalności budowlanej przy ulicy Długiej. W latach 1619–1622 wzmiankowano 18 murowanych kamienic stojących przy ulicy. Właścicielem jednej z nich był pełniący wówczas obowiązki landwójta mieszczanin Wojciech Łochowski. Domy wzdłuż ulicy zamieszkiwali również rzemieślnicy: m.in. szewc, krawiec, murarz, ślusarz, a także przedstawiciele szlachty.
Brak badań archeologiczno-architektonicznych istniejącej mieszkalnej, murowanej zabudowy na terenie Starego Miasta w Bydgoszczy, nie pozwala dotychczas na dokładne określenie, które z istniejących dziś piwnic mogły powstać w XVI–XVII wieku. Większość z nich powstała nie później, niż w końcu XVIII w., a najstarsza wzmiankowana jest w 1623 r. Przeprowadzone do 2008 r. badania archeologiczne pozwalają określić na XVI–XVIII w. pozostałości murowanej kamienicy przy ul. Jana Kazimierza 5/Długa 52, a na koniec wieku XVII piwnicę z ul. Długiej 9. Pozostałe badane piwnice powstały w przeciągu XVIII–XIX w.
W pierwszej połowie XVI wieku wybudowano wzdłuż ul. Długiej drewniany wodociąg zaopatrujący mieszkających przy niej obywateli. Nadzory archeologiczne nad pracami ziemnymi prowadzonymi w rejonie ulicy przyniosły odkrycie na całej długości ulicy drewnianych rur wodociągowych, przebiegających na głębokości od 0,6 do 1,5 m. Średnica drewna użytego do budowy rur wynosiła od 40 do 65 cm, a średnica otworów od 10 do 15 cm. Nie odkryto natomiast do tej pory sposobu utwardzania nawierzchni ulicy, choć wiadomo, że ulica Długa jako reprezentacyjna, musiała być często czyszczona i tym samym łatwo przejezdna. Utwardzenie nawierzchni sosnowymi półokrąglakami położonymi na poprzecznie do nich usytuowanych legarach zaobserwowano natomiast w sąsiednich ulicach: Zaułek i Pod Blankami.
Jednego z ciekawszych odkryć, związanego z historią ul Długiej i zamieszkujących tu niegdyś bydgoszczan dokonano w marcu 2004 r. w trakcie rozbiórki kamienicy pod numerem 9. Odkryto tam ozdobny strop drewniany z 1730 r. z inicjałami właściciela Macieja Rychlickiego, rajcy, landwójta i kamlarza miejskiego. Belki stropowe wyeksponowane są w nowo otwartej w tym miejscu restauracji „Długa 9”.
Najstarsza zabudowa frontowa ulicy Długiej została zniszczona w następnych stuleciach, z apogeum tego procesu przypadającym na koniec XVIII wieku. Przyczyną tego była lawinowo postępująca, szczególnie w XVIII/XIX w. murowana zabudowa, przeważnie podpiwniczona, niszcząca w ten sposób bezpowrotnie relikty pierwszych domów mieszkalnych.

### Okres zaboru pruskiego

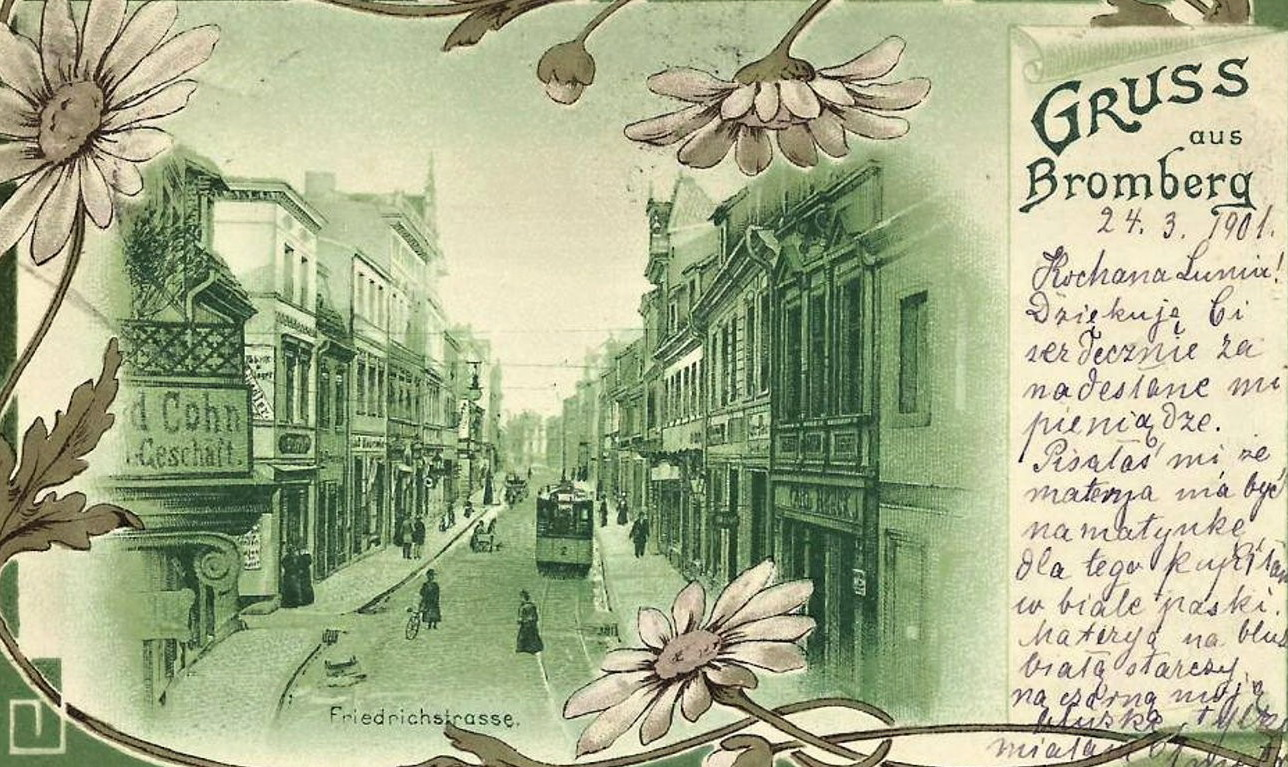
Ulica Długa na pocztówce niemieckiej z 1901 roku

Po przejściu Bydgoszczy pod władzę Królestwa Prus w 1772 r. rozpoczął się nowy etap w historii miasta, jak i również ulicy Długiej, który zaważył na jej obecnym wyglądzie architektonicznym. Plan miasta Bydgoszczy wykonany w 1774 r. przez Gretha przedstawia przy ulicy Długiej 95 posesji, z tego 45 w tym czasie zabudowanych.
Do ok. 1820 r., gdy rozwój urbanistyczny Bydgoszczy obejmował niemal wyłącznie miasto lokacyjne wraz ze starymi przedmieściami, ulica Długa pozostawała nadal jedną z głównych miejskich arterii komunikacyjnych. W końcu XVIII wieku przy ulicy istniały dwa zajazdy z hotelem: hotel de Pologne i de Varsovie, umieszczone w piętrowych kamienicach krytych spadzistymi dachami, wzniesionych w II połowie XVIII wieku. W XIX wieku istniały przy ulicy następujące hotele:
- Hotel Rio’s – Długa 31, róg ul. Batorego, wzniesiony w końcu XVIII w., istniejący do 1939 r.,
- Hotel Garni – Długa 22, wzniesiony na początku XIX w.,
- Hotel Lengning – Długa 37, od 1882 r., obecnie Hotel Ratuszowy,
- Hotel de Rome – u zbiegu Długiej, Podwale i Placu Kościeleckich, wzniesiony na początku XIX wieku, istniejący do 1869 r.

W latach 1815–1840 władze pruskie przystąpiły do rozbiórki wielu zrujnowanych obiektów miejskich, których metryka sięgała w większości XVI wieku. Usunięto m.in. stary ratusz, kościoły: karmelitów, św. Stanisława, Św. Trójcy i Św. Krzyża oraz fragmenty murów miejskich. Likwidacji uległy też bramy, dotychczas zamykające wyloty ulicy Długiej. W 1817 r. rozebrano Bramę Kujawską, a w 1828 r. Bramę Poznańską.
Od połowy XIX wieku, osiedlający się w mieście Żydzi stworzyli swoją enklawę na środkowym odcinku ulicy Długiej (od ul. Jana Kazimierza do ul. Stefana Batorego). Tutaj mieli swe sklepy i większość kamienic. Na lewo i prawo od tego odcinka ulicy przeważały sklepy i lokale polskie. W 1834 r. naprzeciw ul. Długiej, przy ul. Pod Blankami wznieśli synagogę, a także budynek szkoły żydowskiej. W 1882 r. powstała kolejna synagoga, która należała do okazalszych budowli sakralnych w mieście.
W kamienicy przy ul. Długiej 15, róg ul. Jana Kazimierza, przez 19 lat mieszkał Alfred Cohn, żydowskiego pochodzenia, który po latach napisał książkę o okresie „nieprzemijającego szczęścia”, jaki przeżył w ukochanym przez siebie mieście Bydgoszczy. Dzięki wspomnieniom Cohna można dokładnie przedstawić sklepy, lokale i właścicieli małej dzielnicy żydowskiej przy ul. Długiej na początku XX w. Po południowej stronie ulicy znajdowały się m.in.:
- siedziba polskiego „Dziennika Bydgoskiego” (od 1908 r. w kamienicy przy ul. Długiej 52),
- piwiarnia szczecińska Kocka (na zachód od ul. Jana Kazimierza),
- zakład krawiecki Berndta,
- sklep Jonasa z męskimi kapeluszami i futrami,
- sklep z nasionami Sarkowskłego,
- salon sprzedaży antyków Lewina,
- sklep kawowy Nachtigalla, później Berenda (istniał do roku 1945),
- sklep bielizny i konfekcji damskiej Georgsa,
- sklep z kapeluszami damskimi na rogu ul. Długiej i Przesmyk,
- siedziba loży masońskiej.

W samym budynku nr 15 w 1907 r. mieściła się restauracja „Falstaf II”.
Po stronie północnej znajdowały się m.in.:
- sklepy: cukierniczy i zegarmistrzowski Kraegerów[12] (na zachód od ul. Batorego pod numerem 29),
- hotel Rio’s (obecny numer 31),
- sklep tytoniowy Janowskiego (na wschód od ul. Batorego),
- sklep artykułów skórzanych Zadka,
- hotel Lengning,
- salon jubilera Schrotera,
- sklep kolonialny Chaskela,
- posterunek policji i siedziba nadburmistrza Bydgoszczy (Długa 41, róg ul. Jana Kazimierza),
- sklep galanteryjny Gronowskiego i Wolffa (na rogu ul. Jana Kazimierza).

Ulica Długa od 1888 r. odgrywała dużą rolę w ruchu tramwajów: początkowo konnych, a później elektrycznych (od 1896 r.). Trasa dwóch z trzech istniejących wtedy w Bydgoszczy linii tramwajowych przebiegała właśnie na tym terenie. „Linia czerwona” biegła od Dworca Głównego do dworca Bydgoszcz Wąskotorowa przy ul. Grunwaldzkiej, a „zielona” od ul. Gdańskiej do Strzelnicy przy ul. Toruńskiej. Tramwaje obu linii wjeżdżały w ulicę Stefana Batorego – jeden skręcając w prawo, drugi w lewo. Oba wracały ulicą Jana Kazimierza. Tramwaj „czerwony” skręcał w lewo, a „zielony” – w prawo. W związku z tym, że tory były pojedyncze, ruch wymagał specjalnych urządzeń i dużej uwagi motorniczych. Przy przystanku tramwajowym na rogu Długiej i Jana Kazimierza umieszczono na słupie reflektor, który sam się włączał, jeśli wolna była trasa w stronę Strzelnicy. Istniała też konieczność ciągłego zmieniania zwrotnicy, którą musiał obsługiwać specjalny pracownik. Stopniowo te utrudnienia likwidowano, ale w pewnym stopniu dodawały one uroku ulicy Długiej.

### Okres międzywojenny
Po powrocie Bydgoszczy w granice państwa polskiego w 1920 r. przywrócono ulicy staropolską nazwę. W 1931 r. dokonano renumeracji posesji przy ul. Długiej. Ulicę wydłużono wówczas w kierunku wschodnim, włączając w jej obręb dawną ul. Szpitalną wiodącą do Zbożowego Rynku. Nazwa tej ulicy nawiązywała do istniejącego w latach 1583–1817 r. kościoła szpitalnego pw. św. Stanisława, stojącego w południowej pierzei tej ulicy. W 1939 r. i ponownie w 1945 r. uległ zniszczeniu most Teatralny, co spowodowało wstrzymanie komunikacji tramwajowej przy ulicy Długiej.
Księga adresowa miasta Bydgoszczy z 1934 podaje, że przy ulicy znajdowało się 21 składów (sklepów) „towarów krótkich” (kalka z niem. kurze Waren), tj. z art. galanteryjnymi, pasmanteryjnymi, spożywczymi itp. Ponadto znajdowało się tutaj 12 zakładów krawieckich, 11 składów bławatów, 8 punktów usług cholewkarskich, 7 sklepów z konfekcją damską, 6 sklepów meblowych, 4 biura pisania podań, 4 restauracje, po 3 sklepy papiernicze, bieliźniarskie i rzeźnickie, a ponadto wytwórnia biczysk, rytownik, obsługa rewizyjna ksiąg, pośrednictwo majątkowe, artykuły podróżne, siodlarstwo, detektyw oraz usługi hafciarskie. Położone przy tej ulicy 64 kamienice mieściły 112 składów i 56 punktów usługowych.

### Okres po 1945
Do połowy XX wieku ulica Długa posiadała charakter kupiecko-handlowy. W jej otoczeniu kwitł handel, rozwijały się warsztaty rzemieślnicze oraz gastronomia. W latach 50. XX w. upaństwowiono prywatne przedsiębiorstwa rzemieślnicze i handlowe, do tej pory odgrywające dużą rolę na terenie ulicy. W 1945 r. po odbudowie mostu Staromiejskiego przywrócono ruch tramwajów przy ulicy Mostowej, Starym Rynku i ul. Długiej. W 1969 roku usunięto trakcję tramwajową w ciągu ulicy Długiej na zachód od ulicy Batorego. W 1973 r. w ramach rewaloryzacji Starego Miasta, ul. Mostową w części przekształcono w deptak oraz zlikwidowano trakcję tramwajową na pozostałej części Starego Miasta. Przystąpiono jednocześnie do remontów niektórych kamienic i ich adaptacji na cele usługowo-handlowe i mieszkalne (1976–1982).
W latach 90. XX w. funkcja ulicy zaczęła się zmieniać z typowo handlowej na handlowo-rozrywkową. W 1997 r. dokonano modernizacji nawierzchni ulicy od Wełnianego Rynku do ul. Jana Kazimierza. Przy tej okazji ulicę przekształcono na deptak, zamknięty dla ruchu kołowego. W kilku miejscach: u wylotu ul. Jezuickiej, Stefana Batorego i Jana Kazimierza ustawiono zdroje uliczne. Podobne prace modernizacyjne na odcinku ul. Jana Kazimierza – ul. Podwale przeprowadzono w 2005 r. W 2007 r. rozpoczęto tworzenie Bydgoskiej Alei Autografów, którą stanowią wmurowane w nawierzchnię ulicy tabliczki z podpisami znanych osobistości życia publicznego. Natomiast w czerwcu 2008 r. przy skrzyżowaniu z ul. Jana Kazimierza ustawiono zabytkowy tramwaj, który spełnia rolę Centrum Informacji Turystycznej.
W 2005 r., po ukończeniu remontu ulicy zainicjowano Święto ulicy Długiej. Zwykle odbywa się ono w czerwcu każdego roku. W kolejnych latach zintensyfikowano imprezy handlowe jak: „Długi Jarmark”, „Jarmark Wielkanocny”, „Jarmark Świąteczny” i inne. W 2009 r. dokonano przebudowy zamykającego ulicę od zachodu Wełnianego Rynku, wraz z ustawieniem na nim pomnika przedwojennego prezydenta Bydgoszczy Leona Barciszewskiego.
W 2019, w związku z zamknięciem dla ruchu samochodowego Starego Rynku, przywrócono możliwość przejazdu ulicą Długą na odcinku od ul. Jana Kazimierza do ul. Podwale. Jednocześnie, w związku z przebudową Zbożowego Rynku i budową linii tramwajowej na ul. Kujawskiej, zamknięto do remontu odcinek od Podwala do Zbożowego Rynku. W czasie prac drogowych odkryto pochodzące z lat 1957–1958 tory tramwajowe, które wmontowano w przywróconą po latach brukową nawierzchnię ulicy. Z kolei wytyczone chodniki otrzymały nawierzchnię z płyt granitowych.

### Nazwy
Ulica w przekroju historycznym posiadała następujące nazwy:
- XVI w. – I poł. XVIII w. – platea Longa
- 1774 – Lange Gasse
- 1800–1816 – Langestraße
- 1840–1920 – Friedrichstraße
- 1872–1920 – Kornmarktstraße (od ul. Bramka do Zbożowego Rynku)
- 1920–1939 – Długa
- 1920–1931 – Szpitalna (odcinek dawnej Kornmarktstraße)
- 1939–1945 – Friedrichstraße
- od 1945 – Długa

## Charakterystyka

### Architektura
Ulica Długa w Bydgoszczy jest niemal w całości zabudowana stylowymi kamienicami. Zabudowa ulicy odpowiada jej znaczeniu, jako reprezentacyjnego, kupieckiego traktu Starego Miasta.
Pierzeje ulicy Długiej stanowią w większości kamienice wzniesione w XVIII i XIX wieku. Ich fasady zostały przebudowane w stylach: neoklasycznym, eklektyzmu oraz neorenesansu włoskiego i północnoeuropejskiego. W wielu fasadach widoczne są wpływy starożytne. Brakuje tu natomiast na ogół fasad w stylu klasycyzującego baroku oraz zrywających z historyzmem, charakterystycznych dla zabudowy Śródmieścia Bydgoszczy (ul. Gdańska, Dworcowa, Cieszkowskiego, Mickiewicza): secesji i modernizmu klasycyzującego.
Starsze budynki cechuje z reguły surowość formy, ograniczona dekoracja oraz wymieszanie stylów (eklektyzm), charakterystyczne dla II połowy XIX wieku. Historyzujące fasady skrywają podobne na ogół konstrukcje budynków. Podstawowe znaczenie ma podział elewacji poprzez gzymsy poziome, z których najważniejszy jest gzyms koronujący. Są one często zdobione ornamentami klasycznymi jak: astragal, kimationy, ornamenty ząbkowe, meander, fryzy palmetowe oraz tryglifowe. Pionowa artykulacja fasad zachodzi poprzez kolumny, filary i pilastry. Niektóre kamienice zwieńczają naczółki z tondami lub rzeźbami alegorycznymi. Kolumny i pilastry występują również jako element obramień otworów okiennych i drzwiowych, zazwyczaj dopełniony naczółkiem. Szczególną oprawę posiadają otwory wejściowe, zdobione fryzami, a niekiedy kolumnami lub pilastrami.
Budynki wznoszone lub przebudowywane od lat 70. XIX wieku posiadają bogatsze dekoracje, głównie w stylu neorenesansowym. Antykizujące elementy zdobnicze łączono wówczas z elementami o proweniencji renesansowej jak boniowanie, czy balustrady. Opaski okienne zastępowano pilastrami i półkolumnami podtrzymującymi trójkątne lub łukowe naczółki. Wśród tak opracowanych kamienic wyróżniają się m.in. kamienice nr 32 i 35. Najbardziej popularna forma neorenesansu, widoczna w fasadach niektórych kamienic przy ul. Długiej nawiązywała do stylu popularnego wówczas we Niemczech, Francji i całej północnej Europie. W fasadach używano czerwonej lub żółtej cegły licówki, kontrastującej z jasnym, tynkowanym detalem, imitującym kamienną dekorację. W kompozycjach dominowała symetria oraz podziały horyzontalne. W połaci dachu występowały facjaty, ze szczytami ozdobionymi wolutami, zakończone sterczynami lub figurami. Przykładem połączenia tego stylu z elementami antykizującymi są kamienice przy ul. Długiej przebudowane przez Carla Stampehla (nr 12, 24, 34, 46).
Wiele kamienic przy ulicy Długiej zostało przebudowanych w II połowie XX wieku. Niektóre zostały rozebrane i wzniesione na nowo. W latach 1976–1982 odrestaurowano m.in. domy nr 13–21 (od Jezuickiej do Wełnianego Rynku), zaś z większym nasileniem proces ten nastąpił po 2000 r. W 2014 r. Prezydent Miasta Bydgoszczy zaczął wydawać decyzje administracyjne nakazujące właścicielom budynków przeprowadzenie remontów. Decyzje takie objęły m.in. domy przy ul. Długiej 13, 15 i 17, a wcześniej 1, 10, 14, 16 i 58. W 2018 doszło do zmiany właściciela kamienicy nr 7, co otworzyło drogę do jej remontu.
Z uwagi na starą, chociaż wielokrotnie przekształcaną zabudowę, wiele nieruchomości zostało uznanych za obiekty zabytkowe. W 2015 r. w rejestrze zabytków znajdowało się 12 obiektów położonych przy ulicy Długiej.
Do ważniejszych budynków użyteczności publicznej położonych przy ulicy należą:
- Wojewódzki Sąd Administracyjny,
- Wojewódzka i Miejska Biblioteka Publiczna,
- Hotel Ratuszowy

### Rewitalizacja

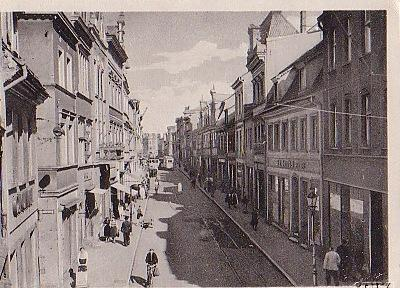
Ulica Długa między 1896 a 1969 rokiem

Ulica Długa stanowi najdłuższą ulicę Bydgoszczy lokacyjnej oraz reprezentacyjny trakt Starego Miasta. Jednak podobnie, jak inne główne miejskie trakty handlowe, od lat 90. XX w. przeżywa trudności restrukturyzacyjne. Niekorzystnie dla wizerunku ulicy przyczynił się zwłaszcza rozwój sieci centrów handlowych i związana z tym migracja klientów ze strefy śródmiejskiej. W ostatnich latach na korzyść ulicy przemawia jednak wzrost atrakcyjności turystycznej bydgoskiej Starówki i Wyspy Młyńskiej, co przydaje ulicy spacerowiczów.
Pomysłodawcą reaktywacji ulicy jest mające swoją siedzibę przy ul. Długiej 32 stowarzyszenie „Bydgoska Starówka”. Jest ono organizatorem wielu imprez popularyzujących ulicę Długą. Sposobem na ożywienie ulicy jest według jego przedstawicieli: poprawa wizerunku ulicy (remonty kamienic), organizacja jarmarków, rozwój sieci galerii i kawiarni oraz budowa parkingów. Do ciekawszych pomysłów należą również m.in.: zaznaczenie w bruku zarysów bram miejskich: Kujawskiej i Poznańskiej, wprowadzenie rzeźb i innych elementów małej architektury oraz zadaszenie fragmentu ulicy.

### Bydgoska Aleja Autografów
Przy ulicy Długiej, na odcinku między ulicami Jana Kazimierza i Stefana Batorego znajduje się zbiór płaskorzeźb wmurowanych w nawierzchnię ulicy. Przedstawiają one podpisy osób zasłużonych dla Bydgoszczy, które odwzorowuje bydgoski artysta Michał Kubiak. Uroczystość odsłonięcia odbywa się corocznie od 2007 r., zazwyczaj 6 grudnia, w dniu święta patrona miasta, św. Mikołaja.

## Wybrane kamienice
| Nr  | Adres       | Lata budowy     | Styl architektoniczny | Wpisany do rej. zabytków | Uwagi | Zdjęcie |
| --- | ----------- | --------------- | --- | ------------------------ | --- | ------- |
| 1.  | Długa 1     | koniec XIX w.   | | N                        | W 2014 przeprowadzono remont elewacji. Od połowy 2014 do połowy 2018 znajdowała się tu restauracja ukraińska Wysoki Zamek. |         |
| 2.  | Długa 2     | 1892            | | T                        | Do sierpnia 2018 w kamienicy znajdowała się piekarnia Józefa i Katarzyny Erdmann o kilkudziesięcioletniej tradycji wyrobu pieczywa, posiadająca piec piekarniczy z czasów I wojny światowej |         |
| 3.  | Długa 3     | poł. XIX w.     | klasycyzm | N                        | |         |
| 4.  | Długa 4     | 1775            | | N                        | Kamienica na rogu ul. Pod Blankami. Barokowa z gotyckimi sklepieniami beczkowymi z XV w. w piwnicach. Odrestaurowana w latach 1967–1969 według proj. Stefana Klajbora. Od 1969 r. zajmuje ją Bydgoskie Towarzystwo Naukowe. |         |
| 5.  | Długa 5     | XIX w.          | klasycyzm, motywy starożytne | N                        | Kamienica przebudowana w latach 1925–1930 |         |
| 6.  | Długa 9     | poł. XIX w.     | | N                        | Piwnica kamienicy pochodzi z XVII wieku. Właścicielem posesji w połowie XVIII w. był rajca, landwójt i kamlarz (skarbnik) miejski Maciej Rychlicki. Jego syn Wojciech w latach 1784–1802 gruntownie przebudował kamienicę. W 2004 r. podczas rozbiórki odkryto profilowany strop z 1730 r., który częściowo wyeksponowano w wyremontowanej kamienicy. |         |
| 7.  | Długa 11    |                 | | N                        | Przy kamienicy znajduje się przejście do ul. Przyrzecze |         |
| 8.  | Długa 12    | 1866–1878       | neorenesans północnoeuropejski | T                        | Kamienica przebudowana w 1879 r. według projektu Carla Stampehla. W dachu facjata zdobiona sterczyną. W sąsiedniej kamienicy nr 10 w 1907 r. mieściła się winiarnia „Goerdel”. |         |
| 9.  | Długa 17    | poł. XIX w.     | | N                        | Na szczycie kamienicy znajdują się płaskorzeźby alegoryczne z wizerunkami 2 postaci ludzkich w pozycji siedzącej. |         |
| 10. | Długa 18    | poł. XIX w.     | | N                        | |         |
| 11. | Długa 19    | 1875            | | N                        | |         |
| 12. | Długa 21    | 1895-1896       | neorenesans północnoeuropejski | N                        | Kamienica wzniesiona według projektu A. Jenischa i Scheithauera. Na elewacji oryginalny żeliwny maszt flagowy oraz rozeta, do której mocowano sieć trakcyjną tramwajów. |         |
| 13. | Długa 22    | XVII wiek       | eklektyzm | T                        | Posiada dwupiętrową piwnicę. Dom rodzinny artysty malarza Maksymiliana A. Piotrowskiego (1813–1875) profesora Akademii Sztuk Pięknych w Królewcu. Znajduje się tu tablica pamiątkowa (1950, Piotr Triebler). W miejscu kamienicy znajdowała się miodosytnia, w której w 1676 r. miał gościć król Jan III Sobieski, a na początku XIX w. znajdował się tu pierwszy polski dom towarowy w Bydgoszczy. Kamienicę przebudowano w I ćwierci XIX w. |         |
| 14. | Długa 23    | 1776            | | N                        | Kamienica narożna z ul. Jezuicką |         |
| 15. | Długa 24    | 1770            | neorenesans północnoeuropejski | T                        | Kamienica przebudowana w 1885 r. według projektu Carla Stampehla. Trójkątny szczyt facjaty, ozdobiony sterczynami i kompozycją figuralną. Mieści się w niej m.in. pub „Connected” oraz biuro europosła Kongresu Nowej Prawicy, Michała Marusika. |         |
| 16. | Długa 26    | 1780            | | N                        | Kamienica zbudowana na przełomie XVIII i XIX w. W wejściu zachowały się rokokowe drzwi z 2. poł. XVIII w. |         |
| 17. | Długa 27    | 1782            | | N                        | |         |
| 18. | Długa 28    | 1833            | Charakterystycznym elementem kamienicy jest kuty maszt flagowy oraz ozdobna rozeta do podtrzymywania przewodów tramwajowej sieci trakcyjnej, rozwieszonej wzdłuż ulicy w 1896. W 2022 nastąpiła wymiana poszycia dachowego. | N                        | |         |
| 19. | Długa 29    | 1778–1781       | neorenesans | T                        | Kamienica przebudowana w 1865 r. |         |
| 20. | Długa 30    | 1783            | | N                        | Kamienica przebudowana w XIX w. |         |
| 21. | Długa 31    | koniec XVIII w. | neorenesans włoski | T                        | Kamienica na rogu ul. Stefana Batorego (6). Wzniesiona w końcu XVIII wieku, przebudowana w 1862 r., posiada cechy neorenesansowe włoskiej willi. Do 1939 r. mieścił się w niej hotel Rio’s. |         |
| 22. | Długa 32    | 1792            | neorenesans antykizujący | N                        | Kamienica wzniesiona według projektu Carla Stampehla. Przebudowana w latach 1877–1878. Siedziba stowarzyszenia „Bydgoska Starówka”. |         |
| 23. | Długa 33    | 1782            | | N                        | Kamienica na rogu ul. Stefana Batorego |         |
| 24. | Długa 34    | 1860            | neorenesans północnoeuropejski | N                        | Kamienica przebudowana w 1878 r. według projektu Carla Stampehla. Okna I i II piętra połączone w całość i oddzielone tralkową balustradą od parteru |         |
| 25. | Długa 35    | 1781–1783       | neorenesans antykizujący | N                        | Kamienica przebudowana w latach 1877–1878 według projektu Carla Stampehla, w wyniku czego uzyskała klasyczną fasadę z bogatą sztukaterią. Szczególnej urody budynkowi dodawały przemyślane podziały poszczególnych części kamienicy oraz detal architektoniczny. Na szczycie kamienicy dominowała attyka z ozdobnymi wazami, II i III kondygnację rozdzielały tonda, okna zdobiły delikatne naczółki, a witrynę sklepową i wejście wyróżniał detal snycerski. Charakterystycznym elementem był również boniowany parter. Od sierpnia 2012 do kwietnia 2017 mieścił się tu bar „Kujavia Restauracja”. |         |
| 26. | Długa 37    | XVIII w.        | neoklasycyzm, eklektyzm | T                        | Kamienica przebudowana w 1830–1833, 1880 i 1908 r. Podczas przebudowy w 1880 r. (proj. G. Weihe), zastosowano klasyczne ornamenty. Meander pod oknami poddasza, na gzymsie koronującym fryzy: kostkowy, jajownik i astragal. Siedziba magistratu Bydgoszczy od 1831 do 1879 r., następnie Hotel Lengning, Hotel Ratuszowy i wreszcie Hostel Ratuszowy. |         |
| 27. | Długa 39    | II poł. XIX w.  | klasycyzm | T                        | |         |
| 28. | Długa 40    | 1779            | klasycyzm | N                        | |         |
| 29. | Długa 41    | 1798            | klasycyzm | T                        | Kamienica na rogu ul. Jana Kazimierza. Sąd Nadworny w latach 1798–1905, Święcicki w 1907 r. lokalizuje tu siedzibę policji, obecnie Wojewódzka i Miejska Biblioteka Publiczna, przebudowana w II połowie XIX wieku |         |
| 30. | Długa 42    | 4 ćw. XVIII w.  | klasycyzm | T                        | Kamienica przebudowana w 3. ćw. XIX wieku; ze względu na stan techniczny przeznaczona do rozbiórki |         |
| 31. | Długa 46    | 4 ćw. XVIII w.  | neorenesans północnoeuropejski | N                        | Kamienica przebudowana w 1879 r. według projektu Carla Stampehla. |         |
| 32. | Długa 47    | 1865            | | N                        | |         |
| 33. | Długa 48    | XVIII w.        | | N                        | |         |
| 34. | Długa 49-51 | koniec XVIII w. | | N                        | Przebudowane w 3 ćw. XIX w. |         |
| 35. | Długa 50    | 4 ćw. XVIII w.  | | N                        | Kamienica na rogu ul. Jana Kazimierza |         |
| 36. | Długa 52    | 3 ćw. XIX w.    | | N                        | Kamienica na rogu ul. Jana Kazimierza (5). Piwnice pochodzą z XVII–XVIII wieku. W latach 1908–1920 na parterze znajdowała się siedziba polskiego „Dziennika Bydgoskiego”, wydawanego przez Jana Teskę. Na fasadzie znajduje się tablica pamiątkowa. Od 2002 r. w kamienicy ulokowano Naczelny Sąd Administracyjny, przemianowany w 2004 r. na Wojewódzki Sąd Administracyjny dla kujawsko-pomorskiego. |         |
| 37. | Długa 53    | 1777–1780       | neorenesans | T                        | Kamienica przebudowana w 1870 r. |         |
| 38. | Długa 54–56 | 4 ćw. XVIII w.  | klasycyzm | N                        | Dom nr 56 został nadbudowany o drugie piętro i nowe poddasze przez budowniczego Antoniego Hoffmanna. Na początku XXI w. kamienice zostały przebudowane. Według Józefa Święcickiego w 1907 r. mieściła się tutaj restauracja „Twardowski”. |         |
| 39. | Długa 57    |                 | | N                        | 4-kondygnacyjny budynek mieścił niegdyś bank Pekao SA. Zakupiony w 2015 przez Adama Sowę, w latach 2017–2019 został poddany rozbudowie na hotel i lunch bar, po której otrzymał klinkierową elewację. |         |
| 40. | Długa 58    | 2 poł. XIX w.   | | N                        | |         |
| 41. | Długa 62    | poł. XIX w.     | neorenesans | T                        | Posiada również wpisaną do rejestru zabytków piwnicę pod dziedzińcem, ul. Długa 62/Pod Blankami 57 (1870–1880). W 2021 przewidywany remont elewacji. |         |
| 42. | Długa 72–74 | 4 ćw. XVIII w.  | | N                        | Kamienice przebudowane w II poł. XIX w. |         |
| 43. | Długa 76    | 1870            | klasycyzm | N                        | Kamienica wzniesiona według projektu Friedricha Meyera. W ryzalicie pilastry, nawiązujące do architektury rzymskiej. W niższej kondygnacji w typie doryckim, w wyższej lżejsze, kanelowane w typie korynckich, dodatkowo ozdobione motywami kwiatowymi. Całość zwieńczona trójkątnym naczółkiem z tondem na osi, na którym umieszczono plastyczną rzeźbę główki dziecka. |         |